# Carex polysticha
Carex polysticha är en halvgräsart som beskrevs av Johann Otto Boeckeler. Carex polysticha ingår i släktet starrar, och familjen halvgräs. Inga underarter finns listade i Catalogue of Life.